# М (филм из 1931)
М је немачки трилер филм из 1931. године, у режији Фрица Ланга са Питером Лореом у главној улози Ханса Бекерта, серијског убице деце. Као рани пример процедуралне драме, филм се усредсређује на потеру за Лореовим ликом, коју спроводе и полиција и криминално подземље.
Сценарио за филм написали су Ланг и његова супруга Теа фон Харбоу и био је то први звучни филм овог режисера. Филм садржи многе биоскопске иновације, укључујући употребу дугих, флуидних снимака за праћење и музички лајтмотив у облику композиције „In the Hall of the Mountain King” коју је звиждао Лорреов лик. Овај филм, који се сада сматра безвременским класиком, Ланг је сматрао својим магнум опусом. Нашироко се сматра једним од најбољих филмова свих времена и неизоставним утицајем на модерну криминалистичку и трилер фикцију.

## Радња
У Берлину, група деце игра „еци-пеци-пец” игру у дворишту стамбене зграде, али уместо стандардних речи користе текст о убици деце. Једна жена поставља сто за ручак, чекајући ћерку да дође из школе. Потернице свуда упозоравају на серијског убицу који плени децу, док узнемирени родитељи чекају испред школе.
Мала Елси Бекман напушта школу, играјући се са лоптом на путу кући. Прилази јој Ханс Бекерт, који звижди композицију „In the Hall of the Mountain King” Едварда Грига. Нуди јој да јој купи балон од слепог уличног продавца, те шета и разговара са њом. Елсино место за столом за вечеру остаје празно, њена лопта се откотрља преко траве, а њен балон се губи у телефонским жицама изнад изнад улице.
Након Елсиног нестанка, у јавности расте узнемиреност. Бекерт шаље анонимно писмо новинама, преузимајући заслуге за убиства деце и обећава да ће починити друга; полиција извлачи трагове из писма, користећи нове технике узимања отисака прстију и анализе рукописа. Под све већим притиском пруске владе, полиција ради даноноћно. Инспектор Карл Лохман, шеф одељења за убиства, наређује својим људима да интензивирају потрагу и да провере евиденцију недавно пуштених психијатријских пацијената, фокусирајући се на оне који имају историју насиља над децом. Они организују честе рације да испитају познате криминалце, ометајући организовани криминал толико јако да Дер Шранкер (обијач сефова) позива криминалне шефове из берлинског подземља на конференцију. Они одлучују да организују сопствену потеру, користећи просјаке да посматрају децу. У међувремену, полиција претражује Бекертове изнајмљене собе, проналази доказе да је тамо написао писмо и чека да га ухапси.
Бекерт види младу девојчицу у одразу излога и почиње да је прати, али се зауставља када она сретне своју мајку. Наилази на другу девојчицу и спријатељи се са њом, али слепи продавац препознаје његово звиждање. Продавац каже једном од својих пријатеља, који прати Бекерта и види га у радњи са девојчицом. Док њих двоје излазе на улицу, човек кредом уписује велико „М” (за Mörder, „убица” на немачком) на свом длану, претвара се да се саплео и налеће на Бекерта, обележавајући задњи део његовог шињела да би остали просјаци могли лако да га прате. Девојчица примећује креду и нуди му да је очисти, али пре него што она заврши, Бекерт схвата да га посматрају и бежи са лица места, напуштајући девојчицу.
Покушавајући да избегне надзор просјака, Бекерт се крије у великој пословној згради непосредно пре него што радници оду увече. Просјаци зову Дер Шранкера, који долази у зграду са тимом других криминалаца. Они хватају и муче једног од чувара ради информација и, након што су ухватили другу двојицу, претражују зграду и хватају Бекерта на тавану. Када један од чувара активира тихи аларм, криминалци за длаку побегну са својим затвореником пре доласка полиције. Франц, један од криминалаца, остављен је у конфузији и ухваћен од стране полиције. Лажним тврдњом да је један од чувара убијен током провале, Лохман превари Франца да призна да је банда упала у зграду само да би пронашла Бекерта и открива где ће бити одведен.
Криминалци одвлаче Бекерта у напуштену дестилерију да се суочи са квазисудом. Затиче велику, тиху гомилу која га чека. Бекерту је дат „адвокат”, који храбро аргументује у одбрану оптуженог, али не успева да придобије било какве симпатије импровизоване „пороте”. Бекерт држи страствени монолог, говорећи да не може да контролише своје убиствене пориве, док остали присутни криминалци по свом избору крше закон, те даље поставља питање зашто они као криминалци верују да имају право да му суде:

Какво право имате да говорите? Криминалци! Можда сте чак и поносни на себе! Поносни што сте у стању да обијате сефове, или да се попнете у зграде или варате на картама. Од свега тога би, чини ми се, исто тако лако могли да одустанете, да научите нешто корисно, или да имате послове, да нисте тако лење свиње. Ја не могу да помогнем себи! Немам контролу над овим злом што је у мени — ватром, гласовима, муком!

Бекерт моли да буде предат полицији, питајући: „Ко зна како је бити ја?” Његов „адвокат” истиче да је Дер Шранкер, председавајући поступка, тражен по три тачке оптужнице за убиство из нехата и да је неправедно погубити лудог човека. Баш када се разјарена руља спрема да убије Бекерта, полиција стиже да ухапси и њега и криминалце.
Док се судско веће спрема да донесе пресуду на стварном суђењу Бекерту, мајке три његове жртве плачу. Елсина мајка каже да „ниједна реченица неће вратити мртву децу” и да „треба будније пазити на децу”. Екран постаје црн док она додаје: „Сви ви”.

## Улоге
| Глумац           | Улога                 |
| ---------------- | --------------------- |
| Питер Лоре       | Ханс Бекет            |
| Ото Вернике      | инспектор Карл Лохман |
| Густаф Гриндгенс | Дер Шранкер           |
| Елен Видман      | мајка Бекман          |
| Инге Ландгут     | Елси Бекман           |
| Теодор Лос       | инспектор Гробер      |
| Фридрих Гнас     | Франц                 |
| Фриц Одемар      | Фалшпилер (преварант) |
| Паул Кемп        | Ташендип (џепарош)    |
| Тео Линген       | Бауернфангер          |

## Продукција
Ланг је 1930. дао оглас у новинама у којем је навео да ће његов следећи филм бити Mörder unter uns (Убица међу нама) и да ће бити реч о убици деце. Одмах је почео да добија претећа писма поштом, а такође му је ускраћен простор за снимање филма у студију Staaken. Када се Ланг суочио са шефом студија како би сазнао зашто му је забрањен приступ, шеф студија је обавестио Ланга да је он члан нацистичке партије и да странка сумња да филм жели да прикаже нацисте. Ова претпоставка је у потпуности заснована на оригиналном наслову филма и нацистичка партија је попустила када јој је испричана радња филма.
Филм је на крају снимљен за шест недеља у студију Staaken Zeppelinhalle, недалеко од Берлина. Ланг је снимио филм за Nero-Film, а не за UFA или сопствену продукцијску кућу. Продуцирао га је шеф Nero студија Симор Небензал који је касније продуцирао Лангов Тестамент др Мабуса. Други наслови су дати филму пре него што је „М” изабран; Eine Stadt sucht einen Mörder (Град тражи убицу) и Dein Mörder sieht Dich an (Твој убица те гледа). Док је истраживао за филм, Ланг је провео осам дана у менталној установи у Немачкој и упознао неколико убица деце, укључујући Петера Киртена. Користио је неколико правих криминалаца као статисте у филму, а 25 чланова глумачке екипе је ухапшено током снимања филма. Питер Лоре је добио главну улогу Ханса Бекерта, а глумио је у филму током дана, док се ноћу појављивао на сцени у Квадратури круга Валентина Катајева.
Ланг није директно приказао никаква дела насиља или смрти деце у филму, а касније је изјавио да је само сугерисањем насиља приморао „сваког појединачног члана публике да створи језиве детаље убиства у складу са својом личном маштом”.
Разни критичари и рецензенти кажу да је М заснован на серијском убици Петеру Киртену — „Вампиру из Диселдорфа” — чији су се злочини догодили 1920-их. Ланг је негирао да је преузео догађаје из овог случаја, а у интервјуу 1963. са филмским историчарем Гером Гандертом је рекао: „У време када сам одлучио да развијем тему филма, било је много серијских убица које су терорисале Немачку—Харман, Гросман, Киртен, Денке, [...]”. Инспектор Карл Лохман је заснован на тада чувеном Ернсту Генату, директору берлинске криминалистичке полиције.
Лангов приказ берлинског подземља у филму инспирисан је стварним криминалним организацијама (Ringvereine), које су у немачком подземљу играле улогу аналогну мафији у италијанском подземљу. Филмски приказ подземља организованог попут компанија са управним одбором којим је доминирао харизматични главни криминалац био је заснован на стварности. Исто тако, њихова пракса приказана у филму пружања финансијске подршке породицама затворених чланова такође је била заснована на стварности. Провала у пословну зграду приказану у филму инспирисана је стварним провалом у Дисконто банку у Берлину из 1929. године од стране банде браће Сас, иако је за разлику од филма циљ била крађа, а не да се ухвати серијски убица. Ringvereine, које су званично биле рвачке асоцијације које су постојале ради физичког побољшања немачких мушкараца, увек су настојале да промовишу веома „респектабилну”, готово слику средње класе о себи. Попут мафије, они су се парадоксално приказивали као чувари друштвених вредности, који подржавају одређени друштвени поредак. Они су покушавали да се прикажу као „професионалци” чији злочини нису наудили обичним људима. Иако је било познато да су Ringvereine гангстери, њихова хијерархијска структура и строга дисциплина довели су до одређеног народног дивљења према њима као снази друштвеног поретка за разлику од психопатских серијских убица који су убијали насумичне странце из разлога који су се често чинили недокучивим, изазивајући широко распрострањени страх. У чланку првобитно објављеном у новинама Die Filmwoche, Ланг је написао да је место злочина у Немачкој било „тако убедљив биоскопски материјал да сам живео у сталном страху да ће неко други искористити ову идеју пре мене”.
Вајмарску еру обележиле су интензивне дебате о моралности и ефикасности смртне казне, при чему је левица тврдила да је смртна казна варварска, док је десница тврдила да је смртна казна потребна за одржавање реда и закона. Додатак дебати је био популарни интерес за нову науку психијатрије са многим психијатрима који су тврдили да је злочин узрокован оштећеним умовима и емоцијама, који се могу излечити. У позадини је био популарни опсесивни страх од криминала и друштвеног слома, који је био храњен сензационалистичким извештавањем о криминалу, што је свакако остављало утисак да је криминал измакао контроли у Вајмарској Немачкој. Осим тога, за многе конзервативне Немце, Вајмарска република је и сама рођена из злочина, односно Новембарске револуције 1918. која је започела побуном поморске флоте у октобру 1918. године. Према овом становишту, њено порекло из побуне и револуције учинило је Вајмарску републику нелегитимном државом која није могла да одржи друштвени поредак јер је сама Република настала из нереда. Ланг је помно пратио ове дебате и уградио их у неколико својих вајмарских филмова као што је М. Дебата на Бекертовом „суђењу” о томе да ли је заслужио да буде убијен или не била је паралелна са савременим дебатама о смртној казни у Немачкој. Чињеница да Дер Шранкер, искусни криминалац, служи и као тужилац и судија на квазисуду, подстичући гомилу криминалаца да убију Бекерта, делује да сугерише да је Ланг имао симпатије према аболиционистима. Аргументи које Дер Шранкер износи на квазисуду, наиме да су одређени људи толико зли да су заслужили да буду убијени за добробит друштва, били су управо исти аргументи присталица смртне казне.

### Лајтмотив
М је био Лангов први звучни филм и он је експериментисао са новом технологијом. Филм има густ и сложен звучни запис, за разлику од више театралних звучних филмова који су пуштани у то време. Филмска композиција укључује наратора, звукове који се појављују ван камере, звукове који мотивишу акцију и напете тренутке тишине пре изненадне буке. Ланг је такође могао да направи мање резова у монтажи филма, пошто су звучни ефекти сада могли да се користе за информисање наратива.
Филм је био један од првих који је користио лајтмотив, технику позајмљену из опере, повезујући мелодију са Лореовим ликом, који звижди композицију „In the Hall of the Mountain King” Едварда Грига. Касније у филму, сам звук мелодије даје публици до знања да је у близини, ван екрана. Ова асоцијација музичке теме са одређеним ликом или ситуацијом данас је једна од главних филмских компонената. Питер Лоре није умео да звижди, па се у филму чује Лангов звиждук.

## Објављивање
М је премијерно приказан у Берлину 11. маја 1931. у верзији која је трајала 117 минута. Оригинални негатив је сачуван у Савезној филмској архиви у верзији од 96 минута. Године 1960. објављена је уређена верзија од 98 минута. Филм је 2000. године рестаурирао Холандски филмски музеј у сарадњи са Савезном филмском архивом, Кинотеком Швајцарске, Кирш Медијом и ZDF/ARTE, а Janus Films је објавио 109-минутну верзију као део своје колекције, користећи траке из истог периода из Кинотеке Швајцарска и Холандског филмског музеја. Комплетно издање енглеске верзије и одабране сцене из француске верзије укључене су у издања филма из колекције Criterion Collection 2010. године.
Филм је касније објављен у САД у априлу 1933. од стране студија Foremco Pictures. Након две недеље приказивања на немачком са енглеским титловима, повучен је из биоскопа и замењена верзијом на енглеском језику. Преснимање је режирао Ерик Хаким, а Лоре је био један од ретких чланова глумачке екипе који је поновио своју улогу у филму. Као и код многих других раних звучних филмова у периоду од 1930–1931, М је делимично поново снимљен са глумцима (укључујући Лореа) који су изводили дијалоге на другим језицима за страна тржишта након што је немачки оригинал завршен, очигледно без Ланговог учешћа. Верзија на енглеском језику је снимљена и пуштена 1932. по уређеном сценарију са Лореом који је изговарао свој текст, што је била његова прва улога на енглеском. Објављена је и уређена француска верзија, али упркос чињеници да је Лоре говорио француски, његови дијалози су синхронизовани. Kino Lorber је 2013. године издао DCP верзију, која је била пуштена у биоскопима у Северној Америци у оригиналном односу од 1,19:1. Критичар Кенет Туран из Los Angeles Times-а назвао је ово „најпотпунијом верзијом икада” од 111 минута. Филм је рестаурирао TLEFilms Film Restoration & Preservation Services (Берлин) у сарадњи са Француском филмском архивом (Париз) и фирмом PostFactory GmbH (Берлин).

## Пријем

### Прве критике
Рецензија часописа Variety изјављује да је филм „мало предугачак. Без кварења ефекта — чак и побољшања — нешто би могло бити исечено. Има неколико понављања и неколико спорих сцена.” Грејем Грин је упоредио филм са „гледањем кроз окулар микроскопа, кроз који се разоткрива запетљани ум, положен на слајд: љубав и пожуда; племенитост и перверзност, мржња према себи и очај који на вас скаче из желеа.”

### Поновна процена
У каснијим годинама, филм је нашироко хваљен међу критичарима и тренутно држи рејтинг од 100% одобравања на сајту Rotten Tomatoes на основу 61 рецензије, са просечном оценом 9,20/10. Консензус критичара сајта гласи: „Значајан психолошки трилер са запањујућим сценама, дубоким идејама о модерном друштву и Питером Лореом у његовој најбољој улози.”
Марк Савлов из новина Austin Chronicle доделио је филму пет од пет звездица, назвавши га „Једним од најбољих немачких експресионистичких филмова”. Савлов је похвалио кинематографију филма, употребу звука и Лореову глуму. Критичар Роџер Иберт је 1997. додао М на своју листу „Сјајних филмова”. Он је тврдио да је Лангова ограничена употреба дијалога критичан фактор за успех филма, за разлику од многих раних звучних филмова који су „осећали да су потребни константни разговори”. Иберт је такође тврдио да су ликови филма, скоро сви гротеске, оличавали Лангово гађење према његовој усвојеној домовини: „Оно што осећам је да је Ланг мрзео људе око себе, мрзео нацизам, и мрзео Немачку зато што га је дозвољавала.”

## Наслеђе
Ланг је сматрао М омиљеним филмом који је снимио због друштвених критика у филму. Године 1937. рекао је једном новинару да је снимио филм „да упозори мајке на занемаривање деце”. Филм се појавио на више листа као један од најбољих филмова икада снимљених. Проглашен је за најбољи немачки филм свих времена са 306 гласова у анкети из 1994. године у којој је учествовало 324 филмских новинара, филмских критичара, филмских стваралаца и биоскопа коју је организовало Удружење немачких кинотека. Уврштен је у 100 најбољих филмова светске кинематографије часописа Empire 2010. године. Наведен је у филмској референтној књизи 1001 филм који морате погледати пре него што умрете, која каже: „Успостављајући конвенције које и данас користе филмови о серијским убицама, Ланг и сценаристкиња Теа фон Харбоу прекидају патетичан живот убице са махнитошћу полицијске истраге о нечувеним злочинима и обраћају пажњу на питања медијског извештавања о убиствима, акције освете и политичког притиска које долази од политичара и ометају колико и охрабрују полицију.” Године 2018. М је проглашен за тринаести најбољи филм на страном језику свих времена у BBC-јевој анкети од 209 критичара из 43 земље. Филм се такође помиње у песми „In Germany Before the War” америчког текстописца Рендија Њумена у његовом албуму Little Criminals из 1977. године.
Једна сцена из филма коришћена је у нацистичком пропагандном филму Вечни Јевреј из 1940. године.

### Римејкови и адаптације
Холивудски римејк истог имена објављен је 1951. године, померајући радњу из Берлина у Лос Анђелес. Шеф Nero Films-а Симор Небензал и његов син Харолд продуцирали су филм за Columbia Pictures. Ланг је изјавио једном новинару: „Људи ме питају зашто не направим М за енглеско говорно подручје. Немам разлога да то радим. Рекао сам све што сам имао да кажем о тој теми на филму. Сада имам друге ствари да кажем.” Римејк је режирао Џозеф Лози, а Дејвид Вејн се нашао у Лореовој улози. Лози је изјавио да је први пут видео М раних 1930-их и поново га одгледао непосредно пре снимања римејка, али да га „никада није поменуо. Само сам свесно поновио један кадар. Можда је било несвесних понављања у смислу атмосфере, одређених секвенци.” Ланг је касније рекао да је, када је римејк објављен, „добио најбоље критике [свог] живота.”
Године 2003. Питер Страуган је адаптирао М као радио-адаптацију која је 2. фебруара емитована на BBC Радију 3, а  8. октобра 2016. је поново емитована на BBC Радију 4. У режији Тобија Свифта, ова драма је освојила награду При Италија за адаптирану драму 2004. године.
Писац Џон Џ. Мјут адаптирао је сценарио филма у четвороделну серију стрипова 1990. године, која је поново издата као графички роман 2008. године.
Године 2019. изашла је аустријско-немачка ТВ серија од шест епизода.

## Цитирана дела и даље читање
- Kaes, Anton; Dimendberg, Edward; Jay, Martin (1994). The Weimar Republic Sourcebook. Los Angeles: University of California Press. ISBN 9780520067752.
- Lee, Daryl (2014). The Heist Film Stealing with Style. New York: Wallflower. ISBN 9780231169691.
- Lessing, Theodor (1993) [1925]. Monsters of Weimar: Haarmann, the Story of a Werewolf. London: Nemesis Books. стр. 293—306. ISBN 1897743106.
- Schulte-Bockholt, Schulte-Bockholt (2006). The Politics of Organized Crime and the Organized Crime of Politics A Study in Criminal Power. Latham: Lexington Books. ISBN 9780739113585.
- Thomas, Sarah (2012). Peter Lorre, Face Maker: Stardom and Performance Between Hollywood and Europe. United States: Berghahn Books. ISBN 978-0857454423.